# NGC 2191
NGC 2191 is een lensvormig sterrenstelsel in het sterrenbeeld Kiel. Het hemelobject werd op 9 januari 1837 ontdekt door de Britse astronoom John Herschel.

## Synoniemen
- ESO 160-14
- PGC 18464